# شهرستان لین (آیووا)
شهرستان لین، آیووا (به انگلیسی: Linn County, Iowa) شهرستانی در ایالات متحده آمریکا است که در آیووا واقع شده‌است.

## خصوصیات
شهرستان لین ۱٬۸۷۷٫۷۵ کیلومترمربع مساحت دارد.